# Christian Witzig
Christian Witzig (* 9. Januar 2001 in Münsterlingen) ist ein Schweizer Fussballspieler.

## Karriere

### Verein
Witzig ist in Tägerwilen, Münchwilen und Wil SG aufgewachsen (geboren im Spital Münsterlingen). Er begann seine Laufbahn beim FC Tägerwilen bei den Bambinis, bevor die Familie nach Münchwilen zog. Als Stammverein zählt der FC Münchwilen, ehe er 2015 in die Jugend des FC St. Gallen wechselte. Im November 2017 spielte er erstmals für die zweite Mannschaft in der viertklassigen 1. Liga. Bis Saisonende kam er zu insgesamt drei Einsätzen in der vierthöchsten Schweizer Spielklasse. In der folgenden Spielzeit 2018/19 absolvierte er 19 Ligaspiele für die Reserve und schoss dabei ein Tor. In der COVID-bedingt abgebrochenen Saison 2019/20 bestritt er elf Partien in der 1. Liga. In der Spielzeit 2020/21, die ebenfalls vorzeitig beendet wurde, kam der beidfüssige offensive Mittelfeldspieler zu neun Ligaeinsätzen für die zweite Mannschaft. Im Sommer 2021 erhielt er einen Profivertrag. Am 27. November 2021, dem 15. Spieltag der Saison 2021/22, gab er bei der 1:3-Niederlage gegen den FC Sion schliesslich sein Debüt für die Profimannschaft in der Super League, als er in der 88. Minute für Victor Ruiz eingewechselt wurde.

### Nationalmannschaft
Witzig spielte zwischen 2016 und 2018 insgesamt neunmal für Schweizer Juniorennationalauswahlen und erzielte dabei ein Tor. Im Mai 2018 nahm er mit der U-17-Nationalmannschaft an der U-17-Europameisterschaft teil. Witzig kam jedoch während des Turniers nicht zum Einsatz, die Schweiz schied in der Gruppenphase aus.
Dank seinen Leistungen steht er seit 2024 auf der Beobachtungsliste der Nationalmannschaft.
Am 3. Oktober 2024 erhielt er das erste Aufgebot für die A-Nationalmannschaft.